# Gobius koseirensis
Gobius koseirensis és una espècie de peix de la família dels gòbids i de l'ordre dels cipriniformes que es troba a Egipte.